# Órgiva
Órgiva est une municipalité de la province de Grenade dans la communauté autonome d'Andalousie en Espagne.

## Géographie

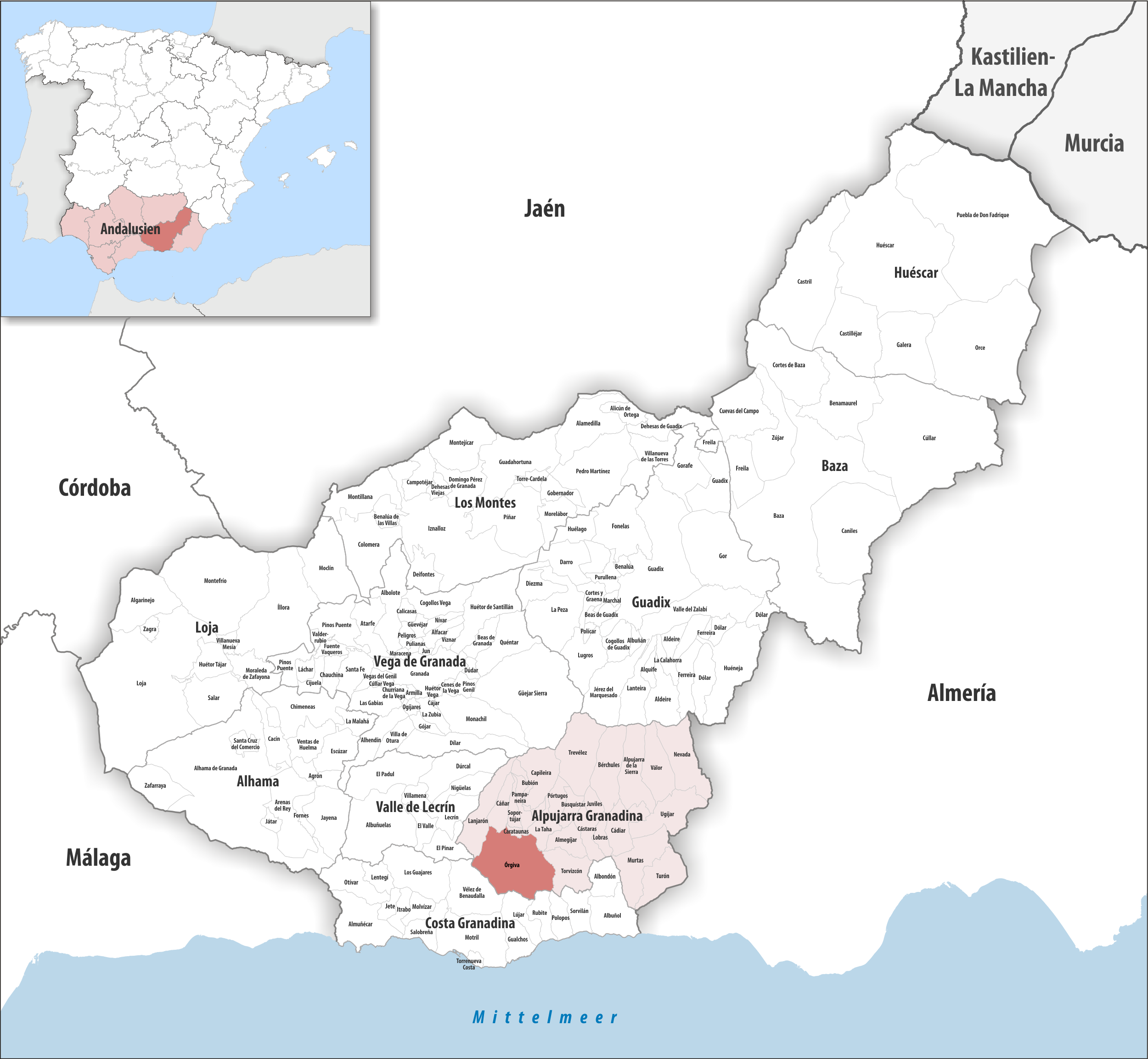
Órgiva dans la comarque Alpujarra grenadine, province de Grenade / en Andalousie

### Localisation
La commune d'Órgiva se trouve dans le sud  de l'Espagne, dans la partie est de la province de Grenade et dans l'ouest de la comarque Alpujarra grenadine (en espagnol Alpujarra Granadina).
Motril est à 29 km sud-ouest ;
Grenade à 63 km nord-nord-ouest ;
Madrid à 479 km nord ;
Gibraltar à 252 km ouest-sud-ouest (distances par route).

### Communes voisines
Órgiva jouxte El Pinar à l'ouest, Pampaneira au nord et Almegíjar à l'est-nord-est seulement par un quadripoint.

## Démographie
| 1991  | 1996  | 2001  | 2004  | 2007  | 2009  | 2010  |
| ----- | ----- | ----- | ----- | ----- | ----- | ----- |
| 5 100 | 5 147 | 4 873 | 5 175 | 5 508 | 5 659 | 5 789 |